# نهر تشارين
نهر تشارين (بالإنجليزية: Charyn River)‏ هو أحد أنهار جمهورية كازاخستان. ينبع من جبال كيتمن ويصب في نهر إيلي. يبلغ طوله 427 كلم وتبلغ مساحة مسطحه المائي 7720 كلم مربع أما نسبة التدفق فتبلغ 35.4 متر بالثانية.